# (32409) 2000 RR16
2000 RR16 (asteroide 32409) é um asteroide da cintura principal. Possui uma excentricidade de 0.15106000 e uma inclinação de 7.60852º.
Este asteroide foi descoberto no dia 1 de setembro de 2000 por LINEAR em Socorro.